# 契卡
全俄肃清反革命及怠工非常委员会（俄語：Всеросси́йская чрезвыча́йная коми́ссия，羅馬化：Vserossíyskaya chrezvycháynaya komíssiya，IPA：[fsʲɪrɐˈsʲijskəjə tɕrʲɪzvɨˈtɕæjnəjə kɐˈmʲisʲɪjə]），簡稱全俄肃反委员会（俄語：ВЧК，IPA：[vɛ tɕe ˈka]），通稱契卡（俄語：Чека́，IPA：[tɕɪˈka]），是苏俄的秘密警察組織。

## 歷史
1917年蘇俄十月革命成功後，列寧要求费利克斯·埃德蒙多维奇·捷尔任斯基创办一个可以“用非常手段同一切反革命分子作斗争的机构”的组织。12月20日，捷尔任斯基創立契卡。根据捷尔任斯基的提议，1917年12月4日彼得格勒军事革命委员会通过了《关于建立肃反委员会的决议》。1917年12月20日，肃反委员会成立。1918年，改名为全俄反革命及反怠工特别委員會。1921年，蘇聯軍隊接管勞改營，管理古拉格系統。1922年2月6日，契卡改組成国家政治保卫局，後又在1954年更名为国家安全委员会。
儘管官方名稱隨時間變化，但在整個蘇聯時期，契卡主義者一詞通常是指蘇聯秘密警察。在古拉格群島中，索爾仁尼琴回憶說勞改營中有經驗的工作人員使用契卡主義者作為自己的尊稱。這個術語在俄羅斯仍被使用，例如總統普京在媒體上被稱為契卡警察，因為他在克格勃工作過。據稱，契卡主義者通常穿著黑色皮衣，或白大衣。西方的共產主義者曾採用過這種服裝方式。契卡主義者還經常隨身攜帶琥珀色的希臘式念珠，這種珠串在大清洗期間的高級官員中很流行。

## 功能
契卡的任务简单概括为：「在全国范围内消灭和制止反革命和资产阶级、地主以及一切富有阶级的怠工行为，将其积极分子交由法庭处理，同时还进行前期侦查和预审。」實際上，契卡的主要职能還包括逮捕及殺害苏联国内的反革命分子，并负责管理监狱、搜查、逮捕、拘禁。據估計，從1917年到1922年改制為止，契卡处决人数在14万至50万之间。